# Paraglenea
Paraglenea is een kevergeslacht uit de familie van de boktorren (Cerambycidae). De wetenschappelijke naam van het geslacht werd voor het eerst geldig gepubliceerd in 1866 door Bates.

## Soorten
Paraglenea omvat de volgende soorten:
- Paraglenea atropurpurea Gressitt, 1951
- Paraglenea chapaensis Breuning, 1952
- Paraglenea cinereonigra Pesarini & Sabbadini, 1997
- Paraglenea fortunei (Saunders, 1853)
- Paraglenea jiangfenglingensis Hua, 1985
- Paraglenea latefasciata Breuning, 1952
- Paraglenea swinhoei Bates, 1866
- Paraglenea transversefasciata Breuning, 1952